# Тест Вады
Тест Ва́ды (англ. Wada test) или проба Вады, латерализующий интракаротидный амобарбитальный тест Вады — процедура временной инактивации одного из полушарий головного мозга путём введения анестезирующего амитал-натрия в правую или левую сонную артерию с целью определения латерализации таких когнитивных функций, как речь и память. Метод был впервые опубликован канадским неврологом японского происхождения Джуном Вадой в 1949 году. В настоящее время используется при планировании нейрохирургических вмешательств для прогнозирования возможных послеоперационных функциональных нарушений. Тест Вада предоставляет уникальные возможности для изучения влияния временной односторонней церебральной инактивации на когнитивные и поведенческие функции.

## История

### Развитие представлений о латерализации функций мозга
В 1861 году Поль Брока открыл «центр моторных образов слов» (зона Брока), находящийся в задней трети нижней лобной извилины слева, или центр артикуляции речи. Он внёс огромный вклад в вопрос межполушарной асимметрии и сформулировал правило, согласно которому моторная афазия сопрягается с повреждением полушария, контралатерального ведущей руке. А. Р. Лурия был одним из первых, кто указал на ошибочность утверждения о связи между леворукостью и доминированием правого полушария в речи. Позже были неоднократно исследованы случаи перекрёстной афазии, вызванной ипсилатеральным к доминирующей руке церебральным поражением. Тип взаимосвязи центров речи с доминирующей контрлатеральной рукой получил определение «типа зеркального отображения», обратный случай — «аномального типа».
Исследования Бренды Милнер показали, что репрезентация речевых функций правым полушарием без раннего (до первого года жизни) повреждения левого полушария встречается редко. Повреждение левого полушария в столь ранний период, соответствующий наиболее быстрой скорости изменения мозга, и является, по-видимому, причиной перенятия правым полушарием доминирующей роли. У большинства пациентов с повреждённым после первого года жизни полушарием левое полушарие сохраняется в качестве доминирующего. Милнер с коллегами также выявила возможность билатерального распределения языковых функций, преимущественно у левшей и амбидекстров. Подобные исследования опровергли классическую доктрину, представленную теорией Брока. Доминирование руки, по-видимому, является важным, но не полностью надёжным фактором при прогнозировании доминирующего в речи полушария. Именно тест Вады предоставил возможность прямого определения латерализации речевых функций.

### Возникновение метода
В 1940-х годах американский нейрохирург У. Д. Гарднер и Дж. Вада независимо друг от друга разработали методы селективной церебральной анестезии. Оба использовали эту процедуру для локализации речевых и языковых функций у пациентов, но их методы и изначальные клинические цели отличались друг от друга

#### Подход У. Д. Гарднера
Гарднер использовал гемисферэктомию — удаление одного из полушарий мозга, при лечении церебральных глиом, что сопровождалось высоким риском кровотечений, инфекций, шока, а также ятрогенных нарушений речевых функций в случае резекции доминирующего полушария. Его интересовали различия в латерализации речевых функций у людей с «врождённой» и «приобретённой» (вследствие травм в раннем возрасте) леворукостью. Для анестезии он вводил пациентам гидрохлорид прокаина непосредственно в просверлённое отверстие в лобно-височной области мозга.
Работа У. Гарднера стала предвестником широкого применения латерализующего интракаротидного амобарбитального теста, но не сыграла никакой роли в его развитии. В отличие от Гарднера, Вада при разработке своего метода не ставил целью локализацию областей мозга, отвечающих за речевые функции.

#### Подход Дж. Вады
Для лечения психических заболеваний в 1930—1940-х годах активно применялась развивающаяся в то время электрошоковая терапия (ЭШТ) наряду с такими методами, как, например, инсулиновый шок при лечении шизофрении. Побочными эффектами такого подхода являлись генерализированные судорожные приступы, нарушения в функциях речи, памяти. Желая минимизировать когнитивные и поведенческие отклонения, сохраняя при этом терапевтический эффект, Дж. Вада призывал устанавливать электроды при проведении процедуры над недоминирующим полушарием, щадя мозговые функции. Он применил 10 % раствор амитал-натрия для анестезирования одного полушария. Одним из его первых пациентов был японский мальчик, служивший поваром в армейском лагере США за два года до этого, когда некто Г., будучи в пьяном состоянии, поспорил, что сможет выстрелом сбить шляпу с головы повара. Мальчик получил травму левой части головного мозга, монопарез правой стопы, страдал вторично-генерализованными парциальными приступами. Введение анестетика вызвало временные прекращение приступа, гемиплегию и немоту. Впоследствии пациент перенёс успешную операцию. Это событие подтолкнуло Ваду к дальнейшему изучению лечения унилатеральных эпилептических приступов, публикации в 1949 г. статьи с описанием нового метода и рассмотрению применения этой процедуры на всех пациентах, нуждающихся в операционном вмешательстве. В большинстве случаев кандидаты на хирургическое вмешательство имеют височные или лобно-височные эпилептогенные очаги, из-за чего возникает риск развития ятрогенных нарушений функций речи, памяти. Тест Вады как часть нейропсихологического обследования помогает снизить этот риск, идентифицируя до операции области, имеющие решающее значение для высших психических функций, в том числе речи и памяти.

### Изучение памяти
В начале 1950-х годов возникла клиническая необходимость в оценке функций памяти после введения амитал-натрия у пациентов, которым предстояла передняя височная лобэктомия, когда стало очевидно, что существует риск серьёзных нарушений памяти (лобэктомия включала большую часть гиппокампа и парагиппокампальной извилины) у пациентов с уже существующим повреждением этой области в противоположном полушарии. Толчком послужил случай пациента Бренды Милнер H.M., страдавшего сильной антероградной амнезией после двусторонней резекции медиальных височных долей вследствие расположения в этих областях эпилептических очагов. Подобные операции запретили, предложив адаптировать пробу Вады к изучению латерализации памяти, таким образом отсеивая пациентов, для которых планируемое хирургическое вмешательство несёт риск развития нарушений. Гипотеза заключалась в том, что после односторонней инъекции амитал-натрия дефицита памяти наблюдаться не должно, если только зона гиппокампа противоположного полушария не была уже повреждена. Если же такое повреждение было, то инактивация здорового полушария действием препарата должна временно вызвать амнестическое состояние, характерное для пациентов с двусторонним медиальным поражением височных долей.
В исследованиях Милнер, после инъекции анестезирующего препарата (спустя несколько минут) проводилось речевое тестирование, затем давался материал для запоминания (штриховые рисунки), после чего пациенту предлагали промежуточную задачу в качестве отвлекающего фактора (например, счёт в обратном порядке). Память проверялась два раза, после промежуточной задачи и после относительно быстрого окончания действия препарата. Выявились частые ошибки при воспроизведении презентируемого материала во время процедуры, даже в случае инактивации ипсилатерального по отношению к повреждённому участку полушария. Схожий эффект наблюдается при операционном разделении полушарий (рассечения передней комиссуры и мозолистого тела), при этом способность решения задач на распознавание сохраняется.
Результаты многих исследований остались противоречивыми. Предположительно, функции памяти распределены между гиппокампами и, возможно, даже по областям коры, поэтому приписывание функции памяти одностороннему гиппокампу оказывается проблематичным. Важным препятствием в подобных исследованиях является то, что основное кровоснабжение структур медиальной височной доли происходит благодаря задней мозговой артерии, которая не анестезируется во время теста. Эту проблему могут решить избирательные инъекции задней мозговой артерии. В этом случае воздействие анестетика приводит к нарушению функций памяти.

## Метод

### Процедура
Перед процедурой проводится церебральная ангиограмма с целью проверки отсутствия препятствий для проведения теста и оценки мозгового кровотока. Рентгеновский аппарат делает снимки тока контрастного вещества по артериям, снабжающим мозг кровью. Вещество вводится в одну из внутренних сонных артерий через канюлю или катетер, установленный в бедренной артерии. При попадании контрастного вещества в кровоток большинство пациентов испытывает чувство жара, давления, иногда и боли. Во рту может появиться металлический привкус, который исчезнет после процедуры. Затем через катетер вводится анестетик. Обычно пациента, находящегося всё это время в лежачем положении, просят поднять руки вверх и начать обратный отсчёт. С началом действия анестетика наступает гемиплегия, одно полушарие «засыпает» на срок до пяти минут. Реакция на препарат индивидуальна (слёзы, приподнятое настроение), слабость и неспособность говорить сразу после инъекции проходят спустя пару минут. На выполнение когнитивных тестов отводится мало времени, так как действие анестетика быстро прекращается (за 5-10 минут). Невролог просит пациентов выполнить ряд простых действий (например, указать на определённую картинку), нейропсихолог даёт задания на распознавание изображений, предметов, слов. После окончания действия амитал-натрия пациент должен воспроизвести предъявленные ранее стимулы.

### Перспективы
За многие годы процедура проведения теста претерпела изменения. Раньше тест проводился в разные дни, за один раз усыпляли одно полушарие. Доза препарата варьировалась в разных исследованиях (в среднем от 100 до 200 мг). В последнее время тест Вады используется реже, в дополнение к другим методам. Инвазивные нейродиагностические методы заменяются нейровизуализацией, структурные МРТ, обладающие высоким разрешением, позволяют детально изучать мозговые структуры пациентов перед операцией. Всё чаще используют данные получающихся изображений в сочетании с подробными нейропсихологическими оценками структуры и функциональных возможностей контралатеральной поражённой медиально-височной доли пациентов, чтобы оценить риск послеоперационных нарушений функций памяти.
Индекс латерализации Вады даёт количественную оценку относительного доминирования полушария. WLI (индекс Вады) = (PL − PR), где PL и PR — процент (от общего количества) решённых заданий для тестируемого правого и левого полушария во время анестезии противоположного, соответственно. Похожая формула была рассчитана для установления латерализации с помощью фМРТ, где рассчитывались уровни активации каждого из полушарий. Полученные данные оказались эквивалентными. Это объясняет факт того, что тест Вады используется всё реже с появлением неинвазивных методов, но часто идёт в качестве дополнительного. Функциональная магнитно-резонансная томография в сочетании с ЭЭГ, неврологическим, нейропсихологическим обследованием и тестом Вады является оптимальным сочетанием для дооперациональной оценки пациентов, страдающих эпилепсией.

## Критика
Из-за инвазивности тест Вады имеет ограничения (например, сложность повторного проведения) и риски. Возможные осложнения включают: диссекцию (расслоение) артерий, образование тромба (риск инсульта составляет 0.6-1 %), чувствительность к контрастному и седативному веществам, кровотечения. Выполнение когнитивных тестов после инъекции может быть затруднительным, поскольку некоторые пациенты засыпают и оказываются неспособными выполнять задания. Из-за перекрёстного мозгового кровотока результаты отдельных пациентов становятся неинтерпретируемыми (некоторые данные ЭЭГ показали, что при односторонней инъекции анестезия затрагивает оба полушария). Неудобство связано также с тем, что действие препарата проходит крайне быстро, время для оценки когнитивных функций ограничено. Препараты могут вызвать перевозбуждение или заторможенность в поведении, что помешает сбору данных тестирования.
С внедрением в медицинскую практику фМРТ тест Вады стал использоваться всё реже. Это подтверждает опрос 2008 года, демонстрирующий резкое снижение использования теста Вады в предварительном планировании операции у пациентов с височной эпилепсией за последние 25 лет.
И всё же внедрение данного метода и снижение хирургического риска стало важным событием в нейрохирургической практике. В настоящее время тест Вады остаётся важным инструментом диагностики отдельных пациентов, страдающих эпилепсией.

## В культуре
- Применение метода показано в сериале «Анатомия страсти», 5 сезон, 23 серия, минута 00:06:13[17]